# Heorhij Pantelejmonow
Heorhij Mychajlowytsch Pantelejmonow (ukrainisch Гео́ргій Миха́йлович Пантелеймо́нов; * 30. Dezember 1885 in Odessa, Russisches Kaiserreich; † 21. Oktober 1934 in Belgrad, Königreich Jugoslawien) war ein russischer Sportschütze.

## Erfolge
Heorhij Pantelejmonow nahm an den Olympischen Spielen 1912 in Stockholm in drei Wettbewerben teil. Mit der Freien Pistole erreichte er in der Einzelkonkurrenz mit 442 Punkten den 17. Platz. Im Wettbewerb mit der Schnellfeuerpistole auf die 30-Meter-Distanz belegte er im Einzel den 14. Rang. In der Mannschaftskonkurrenz mit dem Armeerevolver war Pantelejmonow mit 267 Punkten der schwächste Schütze der russischen Mannschaft, mit der er den zweiten Platz hinter der schwedischen und vor der britischen Mannschaft erreichte. Neben Pantelejmonow sicherten sich Pawel Woiloschnikow, Mykola Melnyzkyj und Amos Kasch den Gewinn der Silbermedaille.